# Титановая долина
Титановая долина — особая экономическая зона промышленно-производственного типа в Свердловской области. Приоритетные отраслевые направления ОЭЗ: авиастроение, производство изделий из титана, производство оборудования и компонентов для машиностроения и металлургии, деревообработка, медицинская промышленность, производство строительных материалов.
Единственным акционером ОАО «ОЭЗ „Титановая долина“» является Правительство Свердловской области в лице Министерства по управлению государственным имуществом.

## Управляющая компания
Управление ОЭЗ «Титановая долина» осуществляют: ОАО «ОЭЗ „Титановая долина“», федеральный орган исполнительной власти, уполномоченный Правительством РФ – Минэкономразвития России и региональный орган исполнительной власти – Министерство инвестиций и развития Свердловской области. Генеральный директор – Андрей Антипов.
В задачи Управляющей компании входит: проектирование и строительство промышленных объектов под нужды резидентов, обслуживание инженерных сетей (теплоснабжения, ливневой канализации, пожарного водопровода, водоснабжения и водоотведения, электроснабжения), содержание территории под объектами общей инфраструктуры, предоставление топливно-энергетических ресурсов, техническое обслуживание инженерных и технических сетей в помещениях резидентов, услуги связи и другие эксплуатационные услуги.

### Льготы
Федеральный закон 116 от 22 июля 2005 года об ОЭЗ гарантирует резидентам неизменность преференций, а также налоговых и таможенных льгот на весь срок существования ОЭЗ.
В соответствии с режимом свободной таможенной зоны, импортируемые оборудование и продукция, используемые на территории ОЭЗ, освобождены от таможенных пошлин и налога на добавленную стоимость.
В части налогов резиденты ОЭЗ освобождены от уплаты налога на имущество (на 10 лет с момента формирования налогооблагаемой базы), земельного налога (на срок до 10 лет с момента возникновения прав собственности на участок) и транспортного налога (на 10 лет с момента постановки транспортного средства на учёт). 
Также резиденты платят пониженные налоги на прибыль.

### Хронология развития
Создана Постановлением Правительства Российской Федерации № 1032 от 16 декабря 2010 года. Наименование:  ОАО «ОЭЗ „Титановая долина“». Учредители: Правительство Свердловской области и АО «Особые экономические зоны».
14 мая 2012 года УК «Титановая долина» получила от Министерства строительства и архитектуры Свердловской области разрешение № RU 66-1/2012 на начало строительства I этапа, I очереди.
21 июля 2012 года в Москве подписано Соглашение №С-219-ОС/Д25 о передаче функций управления особой экономической зоной вблизи Верхней Салды от Министерства экономического развития РФ к ОАО «ОЭЗ «Титановая долина». Заключение Соглашения стало результатом внесения изменений в российское законодательство: 1 января 2012 года вступили в силу поправки в закон об ОЭЗ, которые предполагают передачу управляющим компаниям большего числа функций и полномочий.
18 августа 2018 года была создана вторая очередь ОЭЗ — площадка «Уктус».

### Финансирование
В развитие инфраструктуры ОЭЗ было федеральными и региональными властями было вложено порядка 4,6 миллиардов рублей. На 1 декабря 2022 года ОЭЗ "Титановая долина" окупилась на 100%.  
К декабрю 2022 года размер поступлений в государственную казну за весь период производственной деятельности резидентов ОЭЗ превысил 5 млрд рублей. Из них: налоговые платежи резидентов ОЭЗ в бюджеты РФ всех уровней - 1,51 млрд рублей; таможенные платежи - 1,56 млрд рублей; страховые взносы - 2 млрд рублей.
Частные инвестиции резидентов в проекты, реализуемые в ОЭЗ, превысили 19,8 млрд рублей. Только за 2022 год было вложено более 7 млрд рублей.

### Показатели эффективности
По данным рейтинга эффективности функционирования особых экономических зон страны Минэкономразвития РФ за 2021 год сводный расчетный показатель эффективности за весь период деятельности ОЭЗ «Титановая долина» составил 87,1%. Это 7 место среди 19 экономических зон РФ промышленно-производственного типа.
Всего же Минэкономразвития РФ выделяет три категории эффективности особых экономических зон: эффективное функционирование (показатель выше 80%), достаточно эффективное функционирование (от 40% до 80%) и неэффективное функционирование (менее 40%).
25 показателей, на основе которых проводится рейтинг, включают в себя деятельность резидентов, рентабельность вложения средств федерального и регионального бюджетов в создание инфраструктуры.

## Первая очередь
58°02′02″ с. ш. 60°30′00″ в. д.
Площадка «Верхняя Салда» находится в черте города Верхняя Салда, расстояние до Нижнего Тагила 40 км, до Екатеринбурга — 180 километров. Выбор названия связан с расположенным рядом крупнейшим в мире производителем полуфабрикатов из титановых сплавов аэрокосмического назначения — Корпорации «ВСМПО-АВИСМА», поставщика титановых деталей для таких компаний, как Boeing и Airbus. Площадь: 298,1 га.
Проект включает инженерную подготовку территории, коммунальную инфраструктуру, электро- и газоснабжение.
На территории площадки расположен Верхнесалдинский таможенный пост Екатеринбургской таможни.

### Транспортная инфраструктура
- Трасса Р-353, связывающая ОЭЗ с городом Нижний Тагил, а через него и Екатеринбург со всей транспортной сетью России.
- Рядом проходит железнодорожная ветка Нижний Тагил — Алапаевск и находится сортировочная станция «Смычка». С 2021 года на территории ОЭЗ осуществляется строительство путей грузовой железной дороги для инвесторов с большим грузооборотом. Железная дорога будет сдана в 2023 году[18][19].
- Аэродром экспериментальной авиации Салка.
- Расстояние до международного аэропорта Кольцово 186 км.

### Резиденты
На январь 2024 года на площадке первой очереди работают в общей сложности 12 резидентов:
- Завод «Зибус» — производство медицинского инструмента и имплантов[21]. Запущен летом 2018 года.
- Завод «Ural Boeing Manufacturing». Механическая обработка титана для самолетов Boeing. Совместное производство ВСМПО Ависма и Boeing Company. Завод открыт в сентябре 2018 года[22].
- ООО «Инструментальное производство Миникат». Производство металлорежущего инструмента совместно с корейской компанией YG-1 Co., Ltd. Открыт в 2018 году.

Ведут строительство:
- ООО «Аллегро» (совместное предприятие глобальной горно-металлургической группы ЕВРАЗ и системного интегратора ремонта вагонов ООО «Рейл Сервис»)[23] — строительство прокатного стана для железнодорожных колес[24]. Начало строительства — январь 2021 года, старт производства намечен в 2023 году[25].

Ведут проектирование:
- ООО «Силарус» — экологически безопасное производство технического кремния[26].
- ООО «Завод прессованных профилей» — современное производство экструдированного алюминия различных сплавов.
- АО «ИКМЗ» — строительство производства титановых заготовок.
- ООО «Аметист-СПГ» — строительство комплекса сжижения природного газа 1500 кг/ч[27].
- ООО «РП1» — строительство завода по производству автокомпонентов.
- ООО «Керамакс-Верхняя Салда» — создание производства сварочных электродов и порошковой металлургической проволоки.

Предприятия получившие статус резидента, но ещё не начавшие производственную деятельность:
- ООО «ВСМПО — новые технологии» — строительство сортопрокатного комплекса.
- ООО «ЭкоТех» — завод по производству графитированных электродов[28].

## Вторая очередь
56°41′50″ с. ш. 60°46′10″ в. д.
Вторая очередь ОЭЗ — площадка «Уктус». Образована постановлением Правительства РФ от 18 августа 2018 года. Она занимает территории аэропорта Уктус в черте Екатеринбурга. Предполагается, что вторая очередь полностью вступит в строй в 2024 году, запланированы инвестиции в инфраструктуру в размере 3 млрд руб. Площадь: 96,7 га.
В декабре 2018 года на площадке был открыт цех сборки самолетов L-410. Субсидии на строительство нового производственного комплекса предоставил Минпромторг РФ. По оценкам, предприятие позволит поднять уровень локализации самолета L-410 до 72 % и создать дополнительно порядка 500 рабочих мест.

### Транспортная инфраструктура
- Трасса М-5, которая связывает площадку ОЭЗ с городами Екатеринбург и Челябинск, а также в Екатеринбургской кольцевой автодорогой (ЕКАД), а через нее — со всей транспортной сетью России.
- Расстояние до международного аэропорта Кольцово 18 км.
- Аэродром "Уктус" находится на территории площадки ОЭЗ.

### Резиденты
На январь 2024 года на площадке второй очереди работают 11 резидентов:
- АО «Уральский завод гражданской авиации» в Екатеринбурге, где собирают самолёты L-410 и DA-42Т. В ноябре 2018 года выпущен первый локализованный в России L-410.
- ООО «Русмед» — производство медицинских масок и трёхкомпонентных шприцев однократного применения. В марте 2022 года предприятие запустило производственную линию по выпуску трёхслойных медицинских масок, предназначенных для использования при проведении хирургических операций, процедурных осмотров и других медицинских манипуляций. Её мощность составляет более 40 млн штук в год.

Ведут строительство:
- ООО «МО «Отдел медицинской техники» — создание производственного комплекса по выпуску и реализации медицинских изделий.

Ведут проектирование:
- ООО «Объединенная Нефтегазовая Группа» — производство газового оборудования, оборудования для переработки газа и газового конденсата.
- ООО «Завод тротуарной плитки «Поревит.Екатеринбург» — завод по производству тротуарной плитки и элементов благоустройства.
- ООО «КМЗ Эйр» — создание высокотехнологичного производства по выпуску импортозамещающей продукции: тягодутьевые машины, высоконапорные нагнетатели, воздуходувки и газодувки.
- ООО «ПЦ Прософт-Системы» — производство программно-аппаратных комплексов.
- ООО «ПЦ РегЛаб» — производство программируемых логических контроллеров.
- ООО «ПЗМ Урал» — производство прецизионной проволоки для электроэрозионного оборудования.

Предприятия, получившие статус резидента, но ещё не начавшие производственную деятельность:
- ООО «ЗКО «Горняк» — производство станков и оборудования для металлургии, отрасли строительных материалов, горных предприятий.
- ООО «Аспект Медикал» — создание производства аппаратно-программных комплексов для локомоторной терапии, а также наборов для сборки аппаратов ИВЛ.

## Третья очередь
В мае 2023 года Министерство строительства приказом 302 утвердило третью очередь в Алапаевске.
В сентябре 2023 года приказом 537 была утверждена четвёртая очередь в Сысертском районе.

### Резиденты
- ООО "Сима-Инвест" — Создание инновационного распределительного центра СИМАЛЕНД.